# Cryncus alternatus
Cryncus alternatus är en insektsart som beskrevs av Otte, D. 1985. Cryncus alternatus ingår i släktet Cryncus och familjen syrsor. Inga underarter finns listade i Catalogue of Life.